# 이마다 칸치
이마다 칸치(일본어: 今田干治, 한국명: 이선우, 성우: 사토 치에/정선혜)는 요괴워치의 주변 인물들 중 하나.

## 성우
| 국가 | 이름        | 성우              |
| ---- | ----------- | ----------------- |
| 일본 | 이마다 칸치 | 사토 치에         |
| 한국 | 이선우      | 정선혜            |
| 북미 | 에디 아처   | 브랜트 팬더그래스 |

## 기본 사항
- 혈액형은 A형이다.
- 합리적 사고를 가졌기 때문에 요괴의 존재를 부정한다.
- 전국 모의고사에서 96점을 받는 등 공부를 매우 잘한다.
- 항상 헤드폰을 끼고 다닌다.
- 3명의 남자 주인공 중 키가 가장 작다(...)아마노 케이타의 키가 139cm인데 케이타보다 작게 나온 걸로 봐선 케이타보다 약간 작은 모양이다.
- 성격은 비슷한 포지션인호네카와 스네오에서 착해진 스네오?라고 말할 수 있다.

## 작중 행적
- 5화에서 환상도사에게 홀린다(?)[3]
- 3화,79화에서 타라락에게 홀린다.
- 6화에서 타올라이온에게 홀린다.
- 검은 요괴워치 : 심한 장난을 치며 그걸 동영상 업로드 사이트에 올리는 아이로 등장.검은 요괴워치에게 먹혀 요괴 파리남이 된다.

## 참고 자료
- “妖怪ウォッチ｜キャラクター” (일본어). 2021년 9월 3일에 확인함.